# الجبهة الشعبية لتحرير فلسطين - القيادة الخاصة
الجبهة الشعبية لتحرير فلسطين - القيادة الخاصة من فصائل الاختراق الطفيفة من الجبهة الشعبية لتحرير فلسطين - العمليات الخارجية التابعة لوديع حداد (لا ينبغي الخلط بين أي من المجموعات والفصائل الفلسطينية الأكثر استقرارا مثل الجبهة الشعبية لتحرير فلسطين أو الجبهة الشعبية لتحرير فلسطين - القيادة العامة).
شكلت الجبهة الشعبية لتحرير فلسطين - حركة التحرير كمنظمة اختراق من الجبهة الشعبية لتحرير فلسطين - منظمة التحرير الفلسطينية في عام 1978 وهو عام وفاة حداد. فهي لم تكن قط جزءا من منظمة التحرير الفلسطينية ومن غير الواضح ما إذا كان لديها برنامج سياسي. أعلنت مسؤوليتها عن عدة هجمات بالقنابل على المدنيين في أوروبا الغربية ربما بدعم من ليبيا أو العراق أو سوريا. يعتقد أنها توقفت عن العمل في الثمانينيات.